# Banjoewangi

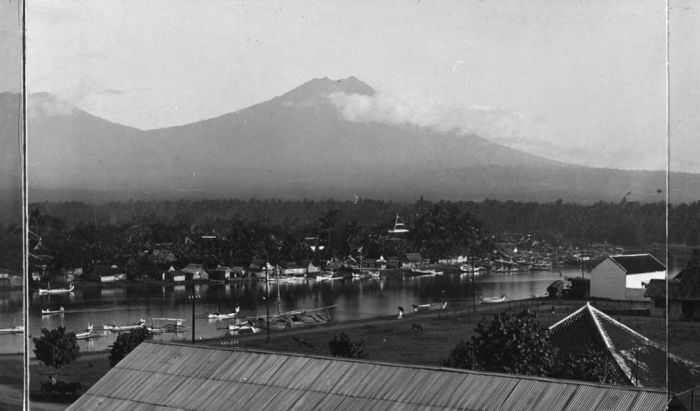
Banjowangi under början av 1900-talet.

Banjoewangi är en stad i Indonesien på Javas östkust, vid Balisundets smalaste del.
Banjoewangi var utgångspunkten för en telegrafkabel till Australien.